# Matías Vargas
Martín Matías Ezequiel Vargas (Provincia de Salta, Argentina, 8 de mayo de 1997) es un futbolista argentino. Juega como mediocampista ofensivo en el Al-Fateh Sports Club, de la Liga Profesional Saudí.

## Trayectoria

### Vélez Sarsfield
Debutó en el primer equipo del Fortín el 22 de agosto de 2015 en un empate 0-0 ante Colón, por la fecha 21 de la Primera División de Argentina.
Luego de un tiempo, logró consolidarse, con el D. T. Gabriel Heinze, donde se convirtió en una pieza clave para el equipo.

### Espanyol de Barcelona
El 14 de julio de 2019 fue transferido al R. C. D. Espanyol a cambio de 10,5 millones de euros por el 80% del pase.
En su debut oficial, en las rondas previas de la Liga Europa de la UEFA, contra el Luzern, anotó su primer gol como blanquiazul. A final de temporada descendió de categoría. En 2021 salieron campeones y volvieron a ascender a primera división.

### Préstamo al Adana Demirspor y llegada a Shanghái Port
Para la temporada 2021-22 salió cedido al Adana Demirspor turco. Tras esta cesión abandonó definitivamente la entidad blanquiazul después de ser traspasado al Shanghái Port en agosto de 2022.

### Al-Fateh Sports Club
Tras rumores de su posible retorno a Vélez Sarsfield una vez finalizado su contrato en Shanghái, se confirmó el fichaje al Al-Fateh Sports Club de la liga de arabia en condición de libre.

## Selección nacional
Debutó con la absoluta el 8 de septiembre de 2018 en un amistoso contra Guatemala. Argentina ganó 3 a 0 con goles de Gonzalo Martínez, Giovani Lo Celso y Giovanni Simeone.

#### Detalles
| 1     | 4 de septiembre de 2019 | Florencio Sola, Buenos Aires, Argentina     | Argentina | 5-0 | Bolivia   |   | 2 | Amistoso |
| 2     | 8 de septiembre de 2019 | Diego Maradona, Buenos Aires, Argentina     | Argentina | 3-1 | Colombia  | 1 |   | Amistoso |
| 3     | 17 de noviembre de 2019 | Gran Canaria, Las Palmas, España            | Argentina | 1-0 | Brasil    |   |   | Amistoso |
| 4     | 26 de marzo de 2021     | Ajinomoto, Tokio, Japón                     | Japón     | 0-1 | Argentina |   | 1 | Amistoso |
| 5     | 29 de marzo de 2021     | Ajinomoto, Tokio, Japón                     | Japón     | 3-0 | Argentina |   |   | Amistoso |
| 6     | 11 de junio de 2021     | Estadio Monumental, Buenos Aires, Argentina | Argentina | 2-0 | SAU       |   |   | Amistoso |
| Total |                         | Presencias                                  |           | 6   |           | 1 | 3 |          |

| 1     | 8 de septiembre de 2018 | Memorial Coliseum, Los Ángeles, Estados Unidos | Argentina | 3-0 | Guatemala |   |   | Amistoso |
| 2     | 13 de octubre de 2019   | Manuel Martínez Valero, Elche, España          | Argentina | 6-1 | Ecuador   |   | 1 | Amistoso |
| Total |                         | Presencias                                     |           | 2   |           | 0 | 1 |          |

## Estadísticas

### Clubes
Actualizado hasta su último partido disputado el 26 de mayo de 2025.
| Club                            | Div.          | Temporada     | Liga  | Liga  | Liga   | Copas nacionales | Copas nacionales | Copas nacionales | Torneos internacionales | Torneos internacionales | Torneos internacionales | Total | Total | Total  |
| Club                            | Div.          | Temporada     | Part. | Goles | Asist. | Part.            | Goles            | Asist.           | Part.                   | Goles                   | Asist.                  | Part. | Goles | Asist. |
| ------------------------------- | ------------- | ------------- | ----- | ----- | ------ | ---------------- | ---------------- | ---------------- | ----------------------- | ----------------------- | ----------------------- | ----- | ----- | ------ |
| C. A. Vélez Sarsfield Argentina | 1.ª           | 2015          | 3     | 0     | 0      | —                | —                | —                | —                       | —                       | —                       | 3     | 0     | 0      |
| C. A. Vélez Sarsfield Argentina | 1.ª           | 2016          | 2     | 0     | 0      | —                | —                | —                | —                       | —                       | —                       | 2     | 0     | 0      |
| C. A. Vélez Sarsfield Argentina | 1.ª           | 2016-17       | 16    | 4     | 1      | 1                | 0                | 0                | —                       | —                       | —                       | 17    | 4     | 1      |
| C. A. Vélez Sarsfield Argentina | 1.ª           | 2017-18       | 25    | 5     | 11     | 3                | 0                | 0                | —                       | —                       | —                       | 28    | 5     | 11     |
| C. A. Vélez Sarsfield Argentina | 1.ª           | 2018-19       | 23    | 5     | 2      | 5                | 1                | 0                | —                       | —                       | —                       | 28    | 6     | 2      |
| C. A. Vélez Sarsfield Argentina | Total club    | Total club    | 69    | 14    | 14     | 9                | 1                | 0                | 0                       | 0                       | 0                       | 78    | 15    | 14     |
| R. C. D. Espanyol · España      | 1.ª           | 2019-20       | 21    | 0     | 3      | 2                | 0                | 0                | 10                      | 5                       | 4                       | 33    | 5     | 7      |
| R. C. D. Espanyol · España      | 2.ª           | 2020-21       | 21    | 0     | 1      | 3                | 0                | 0                | —                       | —                       | —                       | 24    | 0     | 1      |
| R. C. D. Espanyol · España      | Total club    | Total club    | 42    | 0     | 4      | 5                | 0                | 0                | 10                      | 5                       | 4                       | 57    | 5     | 8      |
| Adana Demirspor Turquía         | 1.ª           | 2021-22       | 36    | 5     | 13     | 2                | 0                | 0                | —                       | —                       | —                       | 38    | 5     | 13     |
| Adana Demirspor Turquía         | Total club    | Total club    | 36    | 5     | 13     | 2                | 0                | 0                | 0                       | 0                       | 0                       | 38    | 5     | 13     |
| Shanghái Port F. C. China       | 1.ª           | 2022          | 18    | 1     | 10     | 4                | 0                | 2                | —                       | —                       | —                       | 22    | 1     | 12     |
| Shanghái Port F. C. China       | 1.ª           | 2023          | 22    | 1     | 5      | 2                | 0                | 0                | 1                       | 0                       | 1                       | 25    | 1     | 6      |
| Shanghái Port F. C. China       | 1.ª           | 2024          | 28    | 12    | 14     | 5                | 1                | 0                | 5                       | 5                       | 0                       | 38    | 18    | 14     |
| Shanghái Port F. C. China       | Total club    | Total club    | 68    | 14    | 29     | 11               | 1                | 2                | 6                       | 5                       | 1                       | 85    | 20    | 32     |
| Al-Fateh S. C. Arabia Saudita   | 1.ª           | 2024-25       | 20    | 7     | 4      | —                | —                | —                | —                       | —                       | —                       | 20    | 7     | 4      |
| Al-Fateh S. C. Arabia Saudita   | Total club    | Total club    | 20    | 7     | 4      | 0                | 0                | 0                | 0                       | 0                       | 0                       | 20    | 7     | 4      |
| Total carrera                   | Total carrera | Total carrera | 235   | 40    | 64     | 27               | 2                | 2                | 16                      | 10                      | 5                       | 278   | 52    | 71     |
| 1. 2. 3.                        |               |               |       |       |        |                  |                  |                  |                         |                         |                         |       |       |        |

### Selecciones nacionales
Actualizado hasta su último partido disputado el 13 de octubre de 2019.
| Selección          | Año               | Amistosos | Amistosos | Amistosos | Eliminatorias | Eliminatorias | Eliminatorias | Continental | Continental | Continental | Mundial | Mundial | Mundial | Total | Total | Total  |
| Selección          | Año               | Part.     | Goles     | Asist.    | Part.         | Goles         | Asist.        | Part.       | Goles       | Asist.      | Part.   | Goles   | Asist.  | Part. | Goles | Asist. |
| ------------------ | ----------------- | --------- | --------- | --------- | ------------- | ------------- | ------------- | ----------- | ----------- | ----------- | ------- | ------- | ------- | ----- | ----- | ------ |
| Sub-23 Argentina   | 2019              | 3         | 1         | 2         | —             | —             | —             | —           | —           | —           | —       | —       | —       | 3     | 1     | 2      |
| Sub-23 Argentina   | 2021              | 3         | 0         | 1         | —             | —             | —             | —           | —           | —           | —       | —       | —       | 3     | 0     | 1      |
| Sub-23 Argentina   | Total             | 6         | 1         | 3         | 0             | 0             | 0             | 0           | 0           | 0           | 0       | 0       | 0       | 6     | 1     | 3      |
| Absoluta Argentina | 2018              | 1         | 0         | 0         | —             | —             | —             | —           | —           | —           | —       | —       | —       | 1     | 0     | 0      |
| Absoluta Argentina | 2019              | 1         | 0         | 1         | —             | —             | —             | —           | —           | —           | —       | —       | —       | 1     | 0     | 1      |
| Absoluta Argentina | Total             | 2         | 0         | 1         | 0             | 0             | 0             | 0           | 0           | 0           | 0       | 0       | 0       | 2     | 0     | 1      |
| Total selecciones  | Total selecciones | 8         | 1         | 4         | 0             | 0             | 0             | 0           | 0           | 0           | 0       | 0       | 0       | 8     | 1     | 4      |

### Resumen estadístico
| Torneo                  | Part. | Goles | Asist. |
| ----------------------- | ----- | ----- | ------ |
| Liga                    | 235   | 40    | 64     |
| Copas nacionales        | 27    | 2     | 2      |
| Torneos internacionales | 16    | 10    | 5      |
| Selección absoluta      | 2     | 0     | 1      |
| Total                   | 280   | 52    | 72     |

## Palmarés

### Títulos nacionales
| Título                     | Club                | País   | Año     |
| -------------------------- | ------------------- | ------ | ------- |
| Segunda División de España | R. C. D. Espanyol   | España | 2020-21 |
| Superliga de China         | Shanghái Port F. C. | China  | 2023    |
| Superliga de China         | Shanghái Port F. C. | China  | 2024    |
| Copa de China              | Shanghái Port F. C. | China  | 2024    |